# 스프링브랜치 (휴스턴)

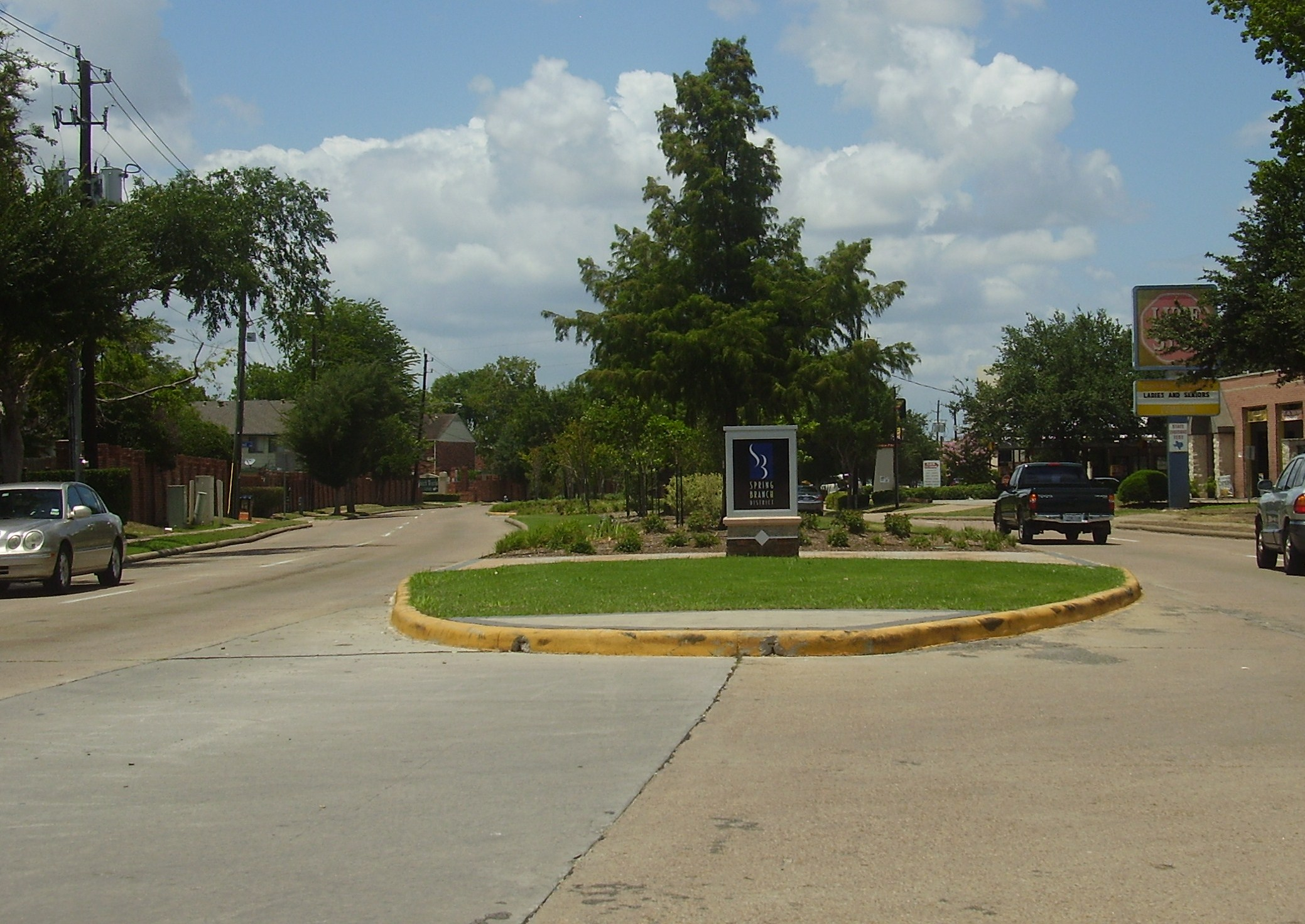
스프링브랜치 입구

스프링브랜치(영어: Spring Branch)는 미국 텍사스주 해리스군 서북서에 위치한 지구로, 전적으로 휴스턴에 속해있다. 한국계 미국인이나 히스패닉계 미국인의 인구 비율이 많은 지구이다.

## 같이 보기
- 코리아타운 (맨해튼)
- 코리아타운 (로스앤젤레스)
- 뉴몰든